# Iranattus rectangularis
Espèce
Iranattus rectangularis est une espèce d'araignées aranéomorphes de la famille des Salticidae.

## Distribution
Cette espèce se rencontre en Iran et en Inde.

## Description
La carapace du mâle holotype mesure 1,96 mm de long et l'abdomen 1,96 mm.
La carapace du mâle décrit par Marathe, Tripathi, Sudhikumar et Maddison en 2024  mesure 1,46 mm de long sur 1,26 mm et l'abdomen 1,32 mm de long sur 0,86 mm et la carapace de la femelle 1,91 mm de long sur 1,56 mm et l'abdomen 1,83 mm de long sur 1,27 mm.

## Systématique et taxinomie
Cette espèce a été décrite par Prószyński en 1992.

## Publication originale
- Prószyński, 1992 : « Salticidae (Araneae) of the Old World and Pacific Islands in several US collections. » Annales zoologici, vol. 44, p. 87-163.